# 大井信定
大井 信定（おおい のぶさだ）は、戦国時代の武将。信濃国小県郡和田城主。大井信広の次男。

## 概略
信濃国小県郡武石城主の大和守大井信広の次男で信濃国小県郡和田城主となる。和田城は、文明16年（1484年）に大井宗家が村上政清に滅ぼされてからは村上氏に属していたと思われる。
天文12年（1543年）9月、武田信玄は和田城北東の小県郡長窪城の大井貞隆を攻め落としたが、天文17年（1548年）2月、上田原の戦いで村上義清に大敗する。しかし、天文22年（1553年）8月、小県郡塩田城を落として村上義清を越後に敗走させる。
この時和田城は武田信玄に一番に攻められ、城主大井信定以下一族郎党がことごとく討死したと伝えられる。
和田城主大井信隆の家老で大井五騎の一将と称される羽田幸清も、大井信定と共に討たれたという。